# Viabilidade fetal
Viabilidade fetal é a capacidade de um feto sobreviver fora do útero. A viabilidade fetal está ligada ao grau de amadurecimento de seus órgãos e aos recursos disponíveis para a assistência ao nascido prematuramente. De uma maneira geral, os fetos com mais de trinta e quatro semanas de gestação (oito meses e meio) apresentam significativas condições de sobrevivência, haja vista que nesta época o amadurecimento pulmonar é adequado para a respiração na maior parte dos conceptos. No entanto, em vários centros de tratamento intensivo neonatal consegue-se sobrevivência de fetos desde a vigésima sexta (seis meses e meio) semana de gravidez. Classificam-se os prematuros em pré-viáveis (de 22 a 25 semanas de gravidez) e viáveis (de 26 a 36 semanas de gravidez).

Fases do desenvolvimento pré-natal mostrando a viabilidade de 50% na segunda semana do sexto mês de gravidez